# Чемпионат России по футболу среди женщин 2008
Чемпионат России по футболу среди женщин 2008 — 17-й сезон Высшего дивизиона в системе женских футбольных лиг России. Сезон начался 3 мая 2008 года и завершился 19 октября 2008 года. Чемпионом во второй раз подряд стала Звезда-2005 (Пермь), вновь не потерпевшая за сезон ни одного поражения. Право на участие в первом розыгрыше Лиги чемпионов УЕФА среди женщин вместе со Звездой-2005 впервые получил и обладатель второго места — клуб Россиянка.

## Участники
Сводная статистика участников
учтены матчи завершённых сезонов
без учёта мячей забитых в сериях послематчевых пенальти
с учётом технических результатов
легенда
 — команда была Чемпионом
 — команда была вице-чемпионом
 — команда была бронзовый призёром
| команда            | команда        | сезоны | сезоны               | Результаты выступлений | Результаты выступлений | Результаты выступлений | Результаты выступлений | Результаты выступлений | Результаты выступлений | Результаты выступлений | Результат в сезоне 2007    | Примечания                             |
| наименование       | город          | #      | года                 | И                      | В                      | Н                      | П                      | ЗМ                     | ПМ                     | РМ                     | Результат в сезоне 2007    | Примечания                             |
| ------------------ | -------------- | ------ | -------------------- | ---------------------- | ---------------------- | ---------------------- | ---------------------- | ---------------------- | ---------------------- | ---------------------- | -------------------------- | -------------------------------------- |
| Энергия            | Воронеж        | 13     | 1992—2004            | 261                    | 190                    | 36                     | 35                     | 713                    | 149                    | +564                   | Первый дивизион, 1-е место | Энергия-XXI век (1999-2001)            |
| Рязань-ВДВ         | Рязань         | 10     | 1997—2003, 2005—2007 | 178                    | 109                    | 22                     | 47                     | 471                    | 211                    | +260                   | Высший дивизион, 6-е место | ВДВ (1997—1999) Рязань-ТНК (2000—2003) |
| Надежда            | Ногинск        | 6      | 2002—2007            | 102                    | 46                     | 22                     | 34                     | 187                    | 117                    | +70                    | Высший дивизион, 3-е место |                                        |
| Россиянка          | Красноармейск  | 4      | 2004—2007            | 70                     | 51                     | 13                     | 6                      | 269                    | 59                     | +210                   | Высший дивизион, 2-е место |                                        |
| Звезда-2005        | Пермь          | 1      | 2007                 | 16                     | 15                     | 1                      | 0                      | 57                     | 12                     | +45                    | Высший дивизион, 1-е место |                                        |
| ШВСМ Измайлово     | Москва         | 1      | 2007                 | 16                     | 6                      | 2                      | 8                      | 26                     | 31                     | -5                     | Высший дивизион, 5-е место |                                        |
| СКА-Ростов-на-Дону | Ростов-на-Дону | 1      | 2007                 | 16                     | 4                      | 4                      | 8                      | 13                     | 15                     | -2                     | Высший дивизион, 7-е место | СКА-Ростов (2007)                      |

1. ↑  не учтён сезон 2004 года: «Рязань-ВДВ» провела 2 матча и снялась с розыгрыша

Чемпион Первого дивизиона 2007 «Энергия» перешла в Высший дивизион, пропустив два раза подряд  переход в Высший дивизион по финансовым причинам. 
Команды Высшего дивизиона 2007:
- «Химки» прекратили существование в межсезонье
- «Аврора» прекратила участие в Чемпионатах России по футболу
- «Чертаново» отказалось играть во втором круге Чемпионата (в оставшихся 8-ми матчах ему было засчитано техническое поражение со счетом 3:0) и перешло в Первый дивизион 2008

Клуб «СКА-Ростов» сменил название на «СКА-Ростов-на-Дону».

### Места проведения соревнований
| Название клуба     | Город              | Стадион                        | Вместимость | Генеральные спонсоры                                              |
| ------------------ | ------------------ | ------------------------------ | ----------- | ----------------------------------------------------------------- |
| Звезда-2005        | Пермь              | Звезда                         | 20 000      | Администрация Пермского края                                      |
| Надежда            | Ногинск            | Автомобилист                   | 2 000       | Администрация Ногинского муниципального района Московской области |
| Россиянка          | Московская область | Красноармейск                  | 5 050       | Администрация Московской области                                  |
| Рязань-ВДВ         | Рязань             | ЦСК                            | 25 000      | Администрация Рязанской области                                   |
| СКА-Ростов-на-Дону | Ростов-на-Дону     | СКА СКВО                       | 27 300      | Холдинг «Группа Агроком»                                          |
| ШВСМ Измайлово     | Москва             | Крылья Советов                 | 4 900       | Правительство Москвы, Москомспорт, группа компаний «Донстрой»     |
| Энергия            | Воронеж            | Центральный стадион профсоюзов | 32 000      | Администрация Воронежской области                                 |

## Регламент
Чемпионат в пятый раз прошел в два этапа (после сезонов 1999, 2001, 2004 и 2005).
- На первом этапе (с 3 мая по 21 августа) 7 команд играли между собой в два круга, дома и в гостях, каждая с каждой.
- На втором этапе (с 1 сентября по 19 октября) все команды разделились на две подгруппы в зависимости от занятых мест по итогам двухкругового турнира. Коллективы, занявшие места с 1-го по 4-е в два круга, каждая с каждой разыграли между собой призовые места и выявили Чемпиона России, обладатели мест с 5-го по 7-е аналогичным образом распределили между собой места с 5-го по 7-е.

## Турнирная таблица

### Первый этап
3 мая — 21 августа
| Поз | Команда                             | И  | В  | Н | П  | МЗ | МП | РМ  | О  | Квалификация или выбывание       |
| --- | ----------------------------------- | -- | -- | - | -- | -- | -- | --- | -- | -------------------------------- |
| 1   | Звезда-2005 (Пермь)                 | 12 | 10 | 2 | 0  | 39 | 6  | +33 | 32 | Выход во Второй этап (1-4 места) |
| 2   | Россиянка (Красноармейск)           | 12 | 8  | 2 | 2  | 37 | 10 | +27 | 26 | Выход во Второй этап (1-4 места) |
| 3   | СКА-Ростов-на-Дону (Ростов-на-Дону) | 12 | 6  | 3 | 3  | 19 | 18 | +1  | 21 | Выход во Второй этап (1-4 места) |
| 4   | Рязань-ВДВ (Рязань)                 | 12 | 5  | 1 | 6  | 17 | 27 | -10 | 16 | Выход во Второй этап (1-4 места) |
| 5   | Надежда (Ногинск)                   | 12 | 4  | 1 | 7  | 12 | 20 | -8  | 13 | Выход во Второй этап (5-7 места) |
| 6   | ШВСМ Измайлово (Москва)             | 12 | 3  | 3 | 6  | 10 | 18 | -8  | 12 | Выход во Второй этап (5-7 места) |
| 7   | Энергия (Воронеж)                   | 12 | 0  | 0 | 12 | 3  | 38 | -35 | 0  | Выход во Второй этап (5-7 места) |

### Второй этап

#### За 1-4 места
1 сентября — 19 октября
| Поз | Команда                             | И  | В  | Н | П  | МЗ | МП | РМ  | О  | Квалификация или выбывание            |
| --- | ----------------------------------- | -- | -- | - | -- | -- | -- | --- | -- | ------------------------------------- |
|     | Звезда-2005 (Пермь)                 | 18 | 15 | 3 | 0  | 55 | 8  | +47 | 48 | Плей-офф Лиги чемпионов               |
|     | Россиянка (Красноармейск)           | 18 | 12 | 3 | 3  | 48 | 16 | +32 | 39 | Квалификационный раунд Лиги чемпионов |
|     | СКА-Ростов-на-Дону (Ростов-на-Дону) | 18 | 7  | 4 | 7  | 24 | 29 | -5  | 25 | расформирован                         |
| 4   | Рязань-ВДВ (Рязань)                 | 18 | 5  | 2 | 11 | 20 | 43 | -23 | 17 |                                       |

1. ↑  «СКА-Ростов-на-Дону» в связи с финансовыми трудностями прекратил существование в межсезонье

#### За 5-7 места
1 сентября — 6 октября
| Поз | Команда                 | И  | В | Н | П  | МЗ | МП | РМ  | О  | Квалификация или выбывание |
| --- | ----------------------- | -- | - | - | -- | -- | -- | --- | -- | -------------------------- |
| 5   | Надежда (Ногинск)       | 16 | 8 | 1 | 7  | 24 | 21 | +3  | 25 | расформирован              |
| 6   | ШВСМ Измайлово (Москва) | 16 | 5 | 3 | 8  | 15 | 23 | -8  | 18 |                            |
| 7   | Энергия (Воронеж)       | 16 | 0 | 0 | 16 | 3  | 49 | -46 | 0  |                            |

1. ↑  «Надежда» в 2009 году по финансовым причинам отказалась от участия в Высшем дивизионе 2009 и была расформирована. Планировался переезд команды в Сергиев Посад и объединение с местным клубом «ЭкоСтром» для замены «Надежды» в Чемпионате, но, в итоге, руководство отказалось от этой идеи.

## Результаты матчей
| Команда                             | Звезда-2005 | Россиянка | СКА-Ростов-на-Дону | Рязань-ВДВ | Надежда | ШВСМ Измайлово | Энергия |
| ----------------------------------- | ----------- | --------- | ------------------ | ---------- | ------- | -------------- | ------- |
| Звезда-2005 (Пермь)                 |             | 3:2       | 5:0                | 3:0        | 1:0     | 2:0            | 5:0     |
| Звезда-2005 (Пермь)                 | 2:1         | 3:0       | 3:0                | —          | —       | —              |         |
| Россиянка (Красноармейск)           | 1:1         |           | 3:0                | 5:1        | 5:0     | 4:1            | 4:0     |
| Россиянка (Красноармейск)           | 1:1         | 3:0       | 3:2                | —          | —       | —              |         |
| СКА-Ростов-на-Дону (Ростов-на-Дону) | 2:3         | 1:0       |                    | 2:2        | 2:1     | 2:0            | 3:1     |
| СКА-Ростов-на-Дону (Ростов-на-Дону) | 0:2         | 1:2       | 0:0                | —          | —       | —              |         |
| Рязань-ВДВ (Рязань)                 | 0:5         | 2:5       | 1:2                |            | 1:2     | 2:0            | 1:0     |
| Рязань-ВДВ (Рязань)                 | 0:5         | 0:1       | 1:4                | —          | —       | —              |         |
| Надежда (Ногинск)                   | 0:3         | 1:3       | 1:1                | 1:2        |         | 2:0            | 2:0     |
| Надежда (Ногинск)                   | —           | —         | —                  | —          | 2:0     | 4:0            |         |
| ШВСМ Измайлово (Москва)             | 1:1         | 0:0       | 1:1                | 1:2        | 2:1     |                | 2:0     |
| ШВСМ Измайлово (Москва)             | —           | —         | —                  | —          | 1:3     | 1:0            |         |
| Энергия (Воронеж)                   | 0:7         | 0:5       | 0:3                | 1:3        | 0:1     | 1:2            |         |
| Энергия (Воронеж)                   | —           | —         | —                  | —          | 0:3     | 0:3            |         |

 Домашняя победа  •  Ничья •  Домашнее поражение
1. 1 2  Технический результат

## Статистика чемпионата

### Лучшие бомбардиры
| Место | Игрок               | Клуб               | Голы |
| ----- | ------------------- | ------------------ | ---- |
| 1     | Эмюиджи Огбиагбевха | Россиянка          | 16   |
| 2     | Ольга Летюшова      | СКА-Ростов-на-Дону | 15   |
| 3     | Дарья Апанащенко    | Рязань-ВДВ         | 13   |
| 4     | Наталья Барбашина   | Звезда-2005        | 12   |
| 5     | Наталья Зинченко    | Звезда-2005        | 10   |
| 5     | Наталья Мокшанова   | Россиянка          | 10   |
| 7     | Олеся Курочкина     | Звезда-2005        | 8    |
| 8     | Ольга Петрова       | Россиянка          | 7    |
| 9     | Вера Дятел          | Звезда-2005        | 5    |
| 9     | Светлана Цидикова   | Надежда            | 5    |
| 9     | Ирина Чукисова      | ШВСМ Измайлово     | 5    |

### Рекорды сезона
- Самая крупная победа хозяев (+5): 5:0 в матче «Россиянка»—«Надежда», 4 мая, в матче «Звезда-2005»—«Энергия», 14 июля и в матче «Звезда-2005»—«СКА-Ростов-на-Дону», 6 августа
- Самая крупная победа гостей (+7): 0:7 в матче «Энергия»—«Звезда-2005», 7 мая
- Наибольшее количество забитых мячей в одном матче (7): 0:7 в матче «Энергия»—«Звезда-2005», 7 мая
- Наибольшее количество голов, забитых одной командой в матче (7):0:7 в матче «Энергия»—«Звезда-2005», 7 мая
- Самый популярный счёт (2:1): 9 раз (15,52% от всех матчей)

## Список «33 лучших»

### Вратари
- 1. Тодуа («СКА-Ростов-на-Дону») 2. Баранова («Звезда-2005») 3. Зварич («Россиянка»)

### Защитницы
- Правые:	1. Суслова («Звезда-2005») 2. Порядина («Россиянка») 3. Гомозова («ШВСМ Измайлово»)
- Левые: 1. Шмачкова («Россиянка») 2. Гелбахиани («СКА-Ростов-на-Дону») 3. Саратовцева («Надежда»)
- Центральные левые: 1. Сергаева («Звезда-2005») 2. Кожникова («Россиянка») 3. Астапенко («СКА-Ростов-на-Дону»)
- Центральные правые: 1. Цыбутович («Россиянка») 2. Ходырева («Звезда-2005») 3. Костюкова («СКА-Ростов-на-Дону»)

### Полузащитницы
- Правые: 1. Морозова («Россиянка») 2. Дьячкова («Звезда-2005») 3. Степаненко («Рязань-ВДВ»)
- Левые: 1. Петрова («Россиянка») 2. Дятел («Звезда-2005») 3. Пекур («Россиянка»)
- Центральные левые: 1. Савченкова («Звезда-2005») 2. Фомина («ШВСМ Измайлово») 3. Цуркан («СКА-Ростов-на-Дону»)
- Центральные правые: 1. Скотникова («Россиянка») 2. Зинченко («Звезда-2005») 3. Чёрная («Россиянка»)

### Нападающие
- Правые: 1. Барбашина («Звезда-2005») 2. Апанащенко («Рязань-ВДВ») 3. Мокшанова («Россиянка»)
- Левые: 1. Огбиагбевха («Россиянка») 2. Летюшова («СКА-Ростов-на-Дону») 3. Курочкина («Звезда-2005»)